# Línea León-La Coruña
La línea León-La Coruña, también conocida históricamente como línea Palencia-La Coruña, es una línea de ferrocarril de 427,0 kilómetros de longitud que pertenece a la red ferroviaria española. El trazado se encuentra parcialmente electrificado y une la Meseta con Galicia por el Este, recorriendo las provincias de León, Orense, Lugo y La Coruña. 
La línea, cuya construcción se alargó durante casi de dos décadas, fue abierta en su totalidad en 1883. Históricamente el trazado constituyó la única conexión ferroviaria entre Galicia y la Meseta Central, si bien desde 1957 coexiste con la línea Zamora-La Coruña. Durante muchos años una parte de la línea formó parte del llamado Ferrocarril Vía de la Plata.
Siguiendo la catalogación de Adif, es la «línea 800».

## Historia

### Construcción

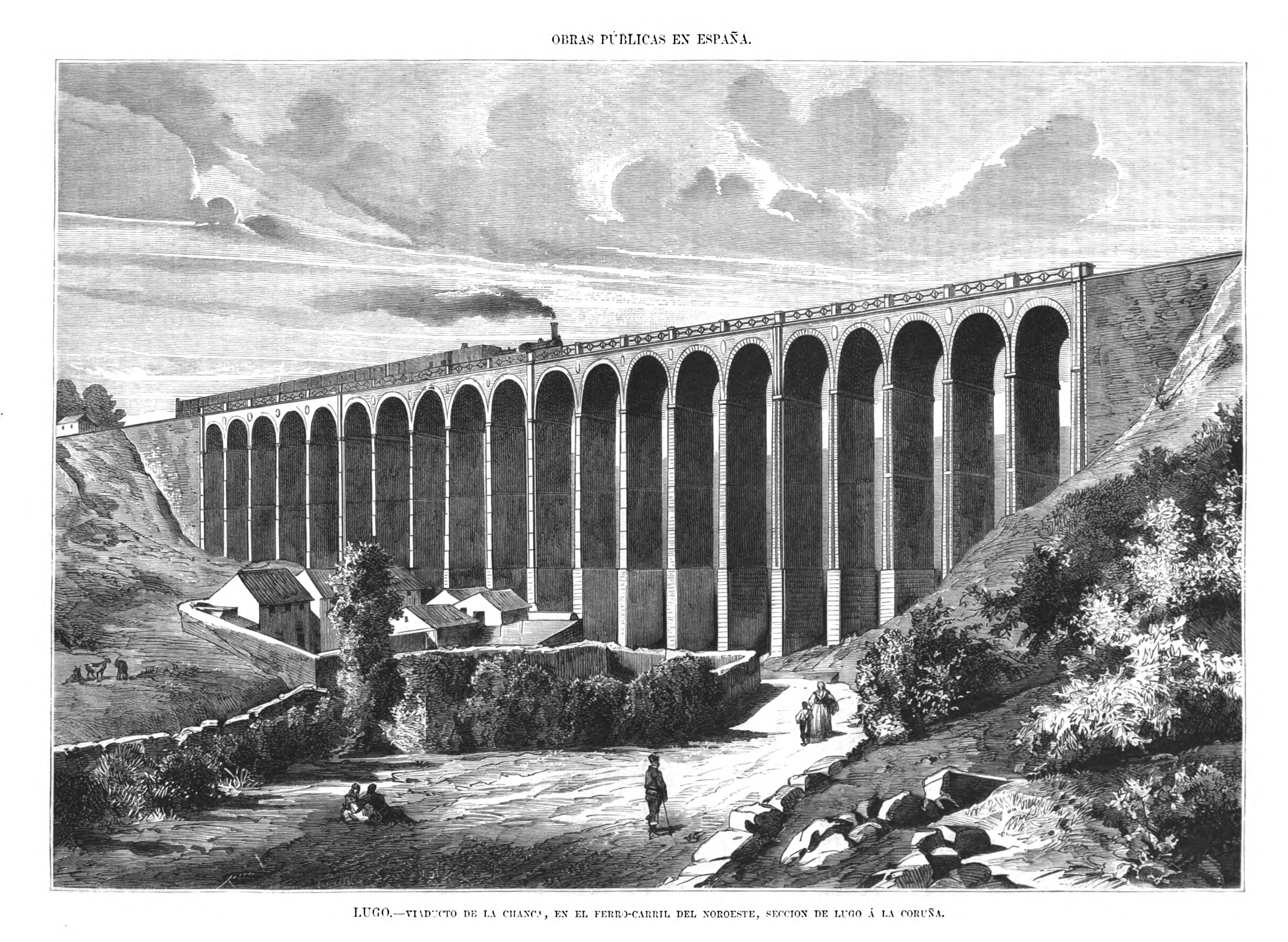
Viaducto de A Chanca en el tramo de Lugo a La Coruña (La Ilustración Española y Americana, 1875)

La construcción del trazado formó parte originalmente del proyecto de la Compañía del Ferrocarril del Noroeste, que buscaba construir una línea férrea que enlazara la ciudad castellana de Palencia con el puerto de La Coruña a través de León y Monforte de Lemos. Tras la inauguración en noviembre de 1863 del tramo Palencia-León, unos años después entrarían en servicio nuevos tramos: León-Astorga, el 16 de febrero de 1866, Astorga-Brañuelas, el 17 de enero de 1868; y Lugo-La Coruña, el 10 de octubre de 1875. No obstante, las dificultades orográficas de la zona y los problemas financieros dieron al traste con el proyecto. Tras mantener algunos conflictos con las autoridades, la compañía se declaró en quiebra en 1878. El Estado intervino y se hizo cargo de los trabajos por su cuenta, completándose la construcción del tramo Sarria-Lugo en agosto de 1878.
En 1880 se constituyó la Compañía de Caminos de Hierro de Asturias, Galicia y León (AGL), que se hizo con las concesiones del Estado para las líneas León-Gijón y Palencia-La Coruña. Bajo iniciativa de esta nueva compañía continuó la construcción del resto de la línea, abriéndose al tráfico nuevos tramos: Lugo-Puebla de San Julián, el 10 de mayo de 1880; Sarria-Puebla de San Julián, 6 de octubre de 1880; Ponferrada-Brañuelas, el 4 de febrero de 1882; Oural-Sarria, el 12 de julio de 1882; Ponferrada-Toral de los Vados, el 1 de marzo de 1883. Los principales problemas en las obras estuvieron en el trazado comprendido entre Brañuelas y Torre del Bierzo, la llamada «Rampa de Brañuelas», cuya construcción ofreció una especial complejidad debido a la orografía que imperaba en la zona. La construcción de la línea en esta zona se alargó más de una década.

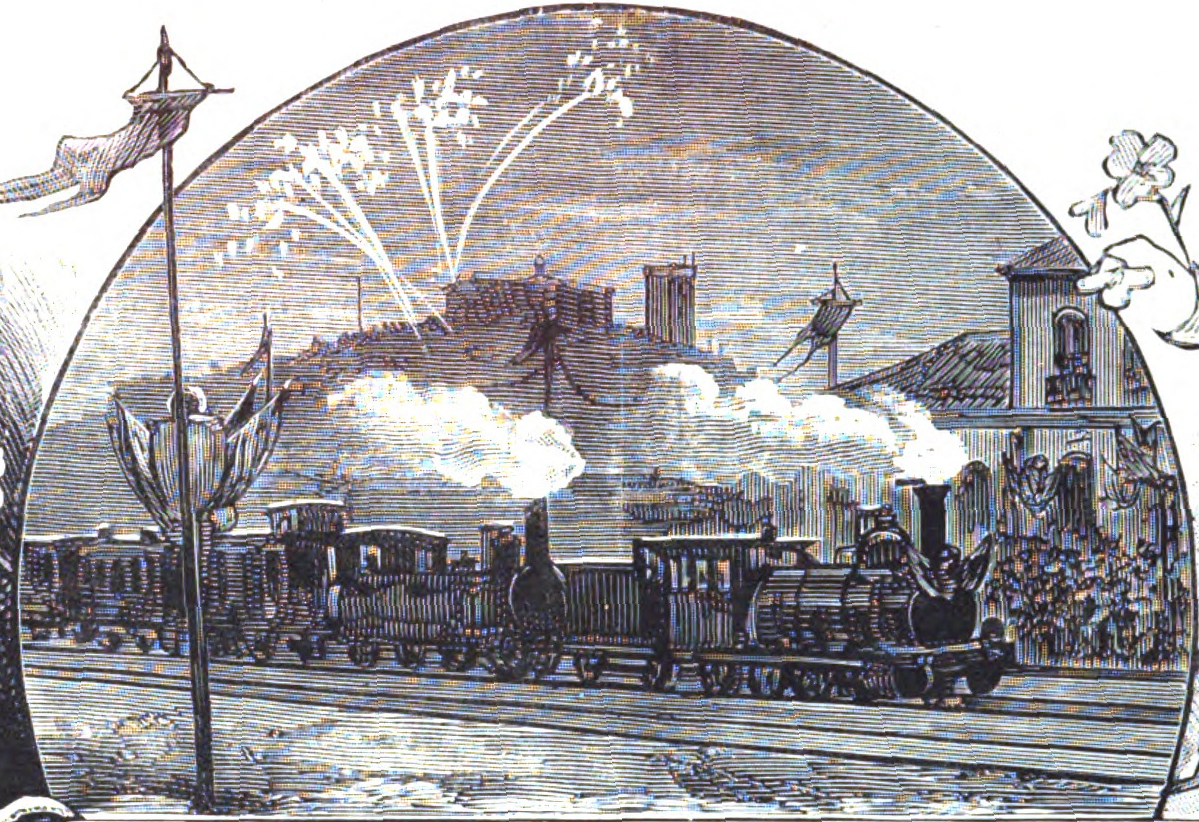
Llegada del tren a la estación de Monforte durante la inauguración de la línea (La Ilustración Española y Americana, 1883)

El tramo Toral de los Vados-Oural, que fue abierto al tráfico el 4 de septiembre de 1883, completó la construcción de la línea. La inauguración oficial de todo el trazado, acontecida unos días antes, contó con la asistencia del rey Alfonso XII.

### Evolución y explotación
A los pocos meses de haberse puesto en servicio la línea comenzó a verse que los resultados de la explotación no eran muy rentables, por lo que comenzaron los problemas económicos. En 1885 se firmó un convenio entre la AGL y la poderosa Compañía de los Caminos de Hierro del Norte de España, mediante el cual el cual «Norte» se anexionaba a AGL y se hacía con sus ferrocarriles. Esto significó que la línea Palencia-La Coruña se integrara en la red de «Norte».
Tras la inauguración de la línea entrarían en servicio otros importantes trazados ferroviarios que conectaban con la misma. Este sería el caso de la línea León-Gijón, que fue abierta al tráfico un año después que la León-La Coruña y permitía los enlaces con Asturias. En 1885 se inauguraría la línea Monforte de Lemos-Vigo, cuya entrada en servicio convirtió a la estación de Monforte de Lemos en un importante nudo ferroviario. Pero el caso más relevante fue el de la estratégica línea Plasencia-Astorga, inaugurada en 1896, tras lo cual la estación de Astorga-Norte se convirtió en otro importante nudo ferroviario de la línea. Otro hecho relevante de la apertura de esta línea fue que una parte del trazado León-La Coruña pasó a formar parte del llamado Ferrocarril Vía de la Plata, un amplio corredor ferroviario que permitía la conexión entre Gijón y Sevilla por el Oeste.
En 1941, con la nacionalización del ferrocarril de ancho ibérico, la línea férrea pasó a manos de RENFE.
En enero de 1944 tuvo lugar un grave accidente ferroviario junto a la estación de Torre del Bierzo, cuando un expreso-correo que hacía el servicio Madrid-La Coruña chocó contra otro tren en el interior del túnel número 20. Poco después un tercer convoy impactó contra los trenes accidentados, desatándose un incendio en el interior del túnel. Como consecuencia de la catástrofe, murieron un elevado número de pasajeros y el accidente se convirtió en el más grave de la historia del ferrocarril en España.
Bajo gestión de RENFE se procedió a la electrificación del tramo León-Monforte de Lemos. Esta operación tuvo una especial importancia en la llamada «Rampa de Brañuelas», pues la introducción de la tracción eléctrica permitió que operasen locomotoras con mayor potencia en un tramo que tradicionalmente había presentado una fuerte pendiente para los trenes que circulaban por él. Durante muchos años la línea Palencia-La Coruña constituyó la única conexión ferroviaria de la Meseta Central con Galicia, si bien esto cambió en 1957, cuando se completó la construcción de la línea Zamora-La Coruña.
En enero de 2005, con la división de RENFE en Renfe Operadora y Adif, la línea pasó a depender de esta última.

### Mejora del tramo Monforte-Lugo
En 2006 el Ministerio de Fomento adjudicó las obras de construcción de la nueva variante de Puebla de San Julián que evitara el paso por el casco urbano de esa localidad, en la provincia de Lugo, y suprimiera un total de 16 pasos a nivel; en el proyecto también se incluía la pretensión futura de llevar la alta velocidad a Lugo desde Orense. Los trabajos se alargaron durante más de once años. El 23 de abril de 2018 entró en servicio la nueva variante, dejando sin servicio la vía original y la histórica estación de Puebla de San Julián.
En 2021 Adif adjudicó varios contratos para la mejora y renovación de la línea entre Monforte de Lemos y Lugo, incluyendo la electrificación de la línea, la ampliación del gálibo de túneles y viaductos y la construcción de un nuevo túnel en Oural, entre otras actuaciones.

## Trazado y características
Según la Declaración de la Red de Adif en su actualización de 2013, la línea está electrificada a 3 kV de corriente continua mediante hilo aéreo entre León y Monforte de Lemos, así como a 25 kV de corriente alterna en la estación de La Coruña, y es de vía única. Aunque el inicio de la línea se encuentra situado en la estación de León, su kilometraje sigue el esquema clásico del ferrocarril Palencia-La Coruña y toma a la estación de Palencia como punto de referencia.
En lo referente a la señalización, toda la línea está dotada de Control de Tráfico Centralizado (CTC), con Bloqueo Automático de Vía Única (BAU) entre León y Monforte de Lemos y Bloqueo de Liberación Automática en vía única (BLAU) entre Monforte de Lemos y La Coruña.

## Servicios ferroviarios

### Viajeros
La línea es usada tanto por trenes de Larga como de Media Distancia operados por Renfe Operadora. Los servicios están distribuidos en dos tramos bien diferenciados.
El tramo de León a Monforte de Lemos es utilizado por los siguientes servicios: 
- Alvia Barcelona - La Coruña/Vigo
- Regional Exprés Ponferrada - Vigo
- Alvia Madrid - Ponferrada (Solo entre León y Ponferrada)

El tramo entre Monforte de Lemos y La Coruña lo usan:
- Alvia Madrid - Lugo (entre Monforte y Lugo)
- MD La Coruña - Monforte de Lemos - Orense
- MD La Coruña - Lugo
- MD La Coruña - Ferrol (entre La Coruña y Betanzos Infesta)

### Mercancías
Es la principal ruta de salida y entrada de mercancías por ferrocarril para Galicia.